# Sonic Youth
Sonic Youth fue una banda estadounidense de rock alternativo, formada en la ciudad de Nueva York en 1981. Estuvo conformada por Thurston Moore, Lee Ranaldo, Kim Gordon, Steve Shelley y Mark Ibold (desde 2006). La discografía de la banda incluye dieciséis álbumes de estudio, siete extended plays, tres álbumes recopilatorios, siete videos emitidos, 21 sencillos, 46 videos musicales, ocho bootlegs oficiales, y 16 contribuciones en bandas sonoras y otras compilaciones.
Sonic Youth surgió de la escena experimental de arte y música no wave en Nueva York, antes de convertirse en una banda de rock más convencional y un miembro destacado de la escena del noise rock. Sonic Youth ha sido elogiado por haber redefinido lo que la guitarra de rock podría hacer, utilizando una amplia variedad de scordatura (afinaciones de guitarra poco ortodoxas) y guitarras preparadas con objetos como baquetas y destornilladores para alterar el timbre de los instrumentos. La banda se considera una influencia fundamental en los movimientos alternativos e indie.
Después de obtener un gran seguimiento subterráneo y elogios críticos a través de lanzamientos con SST Records a fines de los 80s, la banda experimentó un éxito comercial durante las décadas de 1990 y 2000 después de firmar con el sello DGC en 1990 y encabezar el festival Lollapalooza de 1995.
En 2011, Ranaldo anunció que la banda estaba "terminando por un tiempo", luego de la separación del matrimonio Gordon-Moore. Thurston Moore actualizó y aclaró la posición en mayo de 2014: «Sonic Youth está en pausa. La banda es una especie de democracia, y mientras Kim y yo estemos resolviendo nuestra situación, la banda realmente no puede funcionar razonablemente». Gordon se refiere varias veces en su autobiografía de 2015 Girl in a Band que la banda ya se separó.

## Historia

### Orígenes
Sonic Youth se formó en 1981 con una formación que incluía a Thurston Moore en guitarra y voz, a Kim Gordon en bajo, a Anne DeMarinis en teclados y a Richard Edson en batería.
Rápidamente DeMarinis dejó de formar parte de la banda, y se unió Lee Ranaldo luego del festival Noise Fest, organizado por Thurston y Kim. Moore, Ranaldo y Gordon habían formado parte de otras bandas de corta duración en la escena neoyorquina como los Arcadians, Plus Instruments y Bush Tetras.
Lee fue el primero en participar en las sinfónicas que hacia Glenn Branca, músico de la No Wave; posteriormente se unirían a ellos entre otros, Thurston. Moore y Gordon se casaron en 1984 y 10 años más tarde, en 1994, nació su primera y única hija, Coco Hayley Moore.
Existen varias versiones sobre las razones del nombre de la banda.
Una es que el nombre es una combinación de los nombres de Fred «Sonic» Smith de la banda de Detroit MC5 y del músico de reggae Big Youth.
Otra versión dice que surgió como una burla a la gran cantidad de bandas con la palabra youth en sus nombres en la escena de Nueva York de principios de los años 1980.
Esta versión se vería respaldada por una versión del afiche del primer show de la banda en el que aparecían con el nombre de Fucking Youth .

### Primeros años: 1981–1985

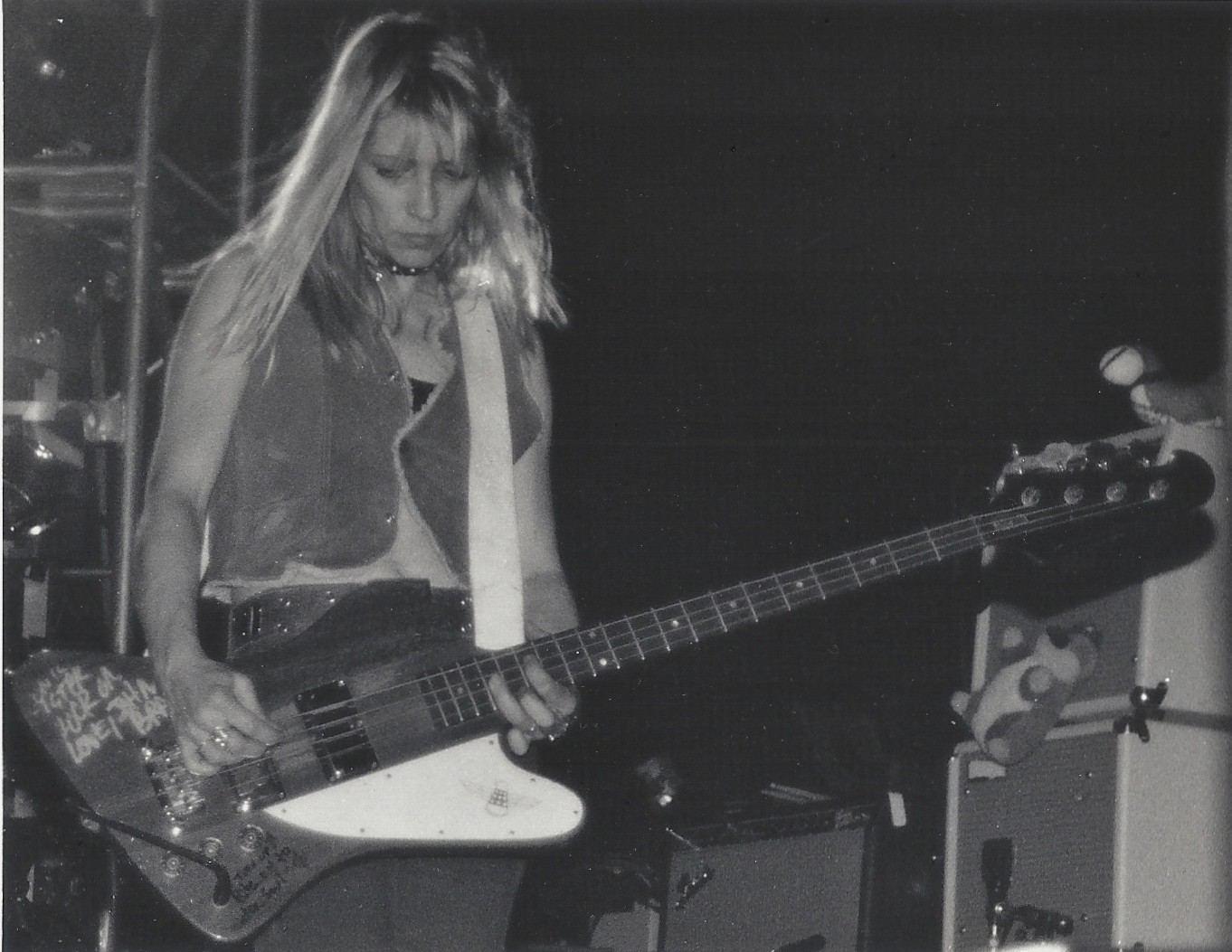
Kim Gordon en vivo en Leeds, Inglaterra, 1992.

El primer álbum, llamado Sonic Youth (1981) es un EP de 5 canciones, austero y reservado, con grandes deudas a Branca.
En él la banda comenzó a usar una variedad de acordes alternativos y poco comunes nunca antes escuchada en la historia del rock. Una de las razones de estos acordes, según el escritor Michael Azerrad, fue que sólo podían pagar guitarras baratas y usando esos acordes y tocándolos con cosas como baquetas de batería colocados bajo las cuerdas, conseguían sonidos que disimulaban que las guitarras sonaban mal por ser baratas.
Después del primer disco, Edson dejó a la banda para seguir una carrera como actor y fue reemplazado por Bob Bert. El primer larga duración de la banda, Confusion Is Sex, fue editado en 1983 y es un álbum agresivo que lleva el ruido en una dirección que la banda nunca volvería a explorar hasta después de su siguiente lanzamiento, el EP Kill Yr Idols (1983) que continúa la misma línea noise. Estos discos suelen dividir tanto a los fanes como a los críticos.
Bert fue apartado de la banda después de una gira europea y reemplazado por Jim Sclavunos, quien renunció a los pocos meses. La banda le pidió a Bert que volviera y él aceptó bajo la condición de no ser expulsado nunca más.
Sonic Youth comenzó a incorporar gradualmente elementos de música pop pero manteniendo un sonido altamente experimental. Bad Moon Rising (1984) es un disco levemente conceptual, cuyas canciones tratan en su totalidad sobre violencia y locura con un sonido lógicamente claustrofóbico. Casi no existe separación entre las canciones, las cuales están llenas de ritmos martilleantes y acoples. La cantante Lydia Lunch participa de un dueto con Thurston Moore en la canción Death Valley '69 inspirada por los asesinatos del clan Manson. Mientras que el disco fue ignorado, incluso por la prensa de Nueva York, tildándolo de demasiado pretencioso, en el Reino Unido fue aclamado por la crítica, vendiendo 5000 copias en seis meses.
Insatisfecho con la falta de éxito comercial de la banda, Bert renunció y fue reemplazado por Steve Shelley, exmiembro de Crucifucks. Shelley era un baterista técnicamente superior a los anteriores y además representaba un vínculo entre la banda y su interés por el hardcore.

### SST y Enigma: 1986–1989
Sonic Youth había tenido fascinación por el influyente sello independiente SST Records. A principios de 1986 entraron en SST, publicando ese mismo año su primer álbum con este sello, EVOL, también el primero con Steve Shelley a la batería. En este disco aparece por primera vez una canción compuesta y cantada por Lee Ranaldo (In The Kingdom #19) y varias de las canciones están más cerca del pop que en los discos anteriores. La firma con SST catapultó a la banda a la escena nacional norteamericana, cosa que no había sucedido con sus anteriores discos.

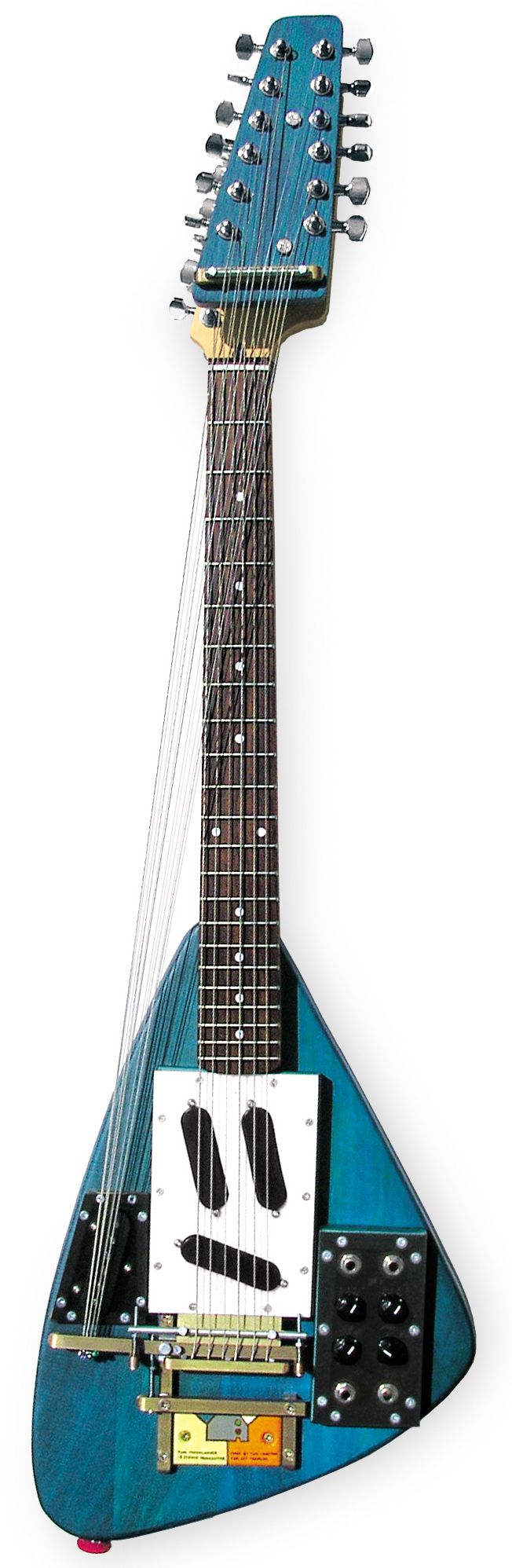
Moonlander, guitarra especial fabricada por Yuri Landman para Lee Ranaldo.

La banda continuó refinando esa mezcla de experimentalismo con estructuras pop en su siguiente disco, Sister (1987). Levemente conceptual, el disco está inspirado en la obra del escritor de ciencia ficción Philip K. Dick y el título («hermana» en castellano) del disco es una referencia a la melliza de Dick muerta poco después de su nacimiento. Este álbum fue aclamado por la crítica y aún es considerado como uno de los mejores de la banda. Varias de sus canciones se convirtieron en clásicos que la banda sigue tocando en sus conciertos hasta el día de hoy, como Schizophrenia y White Kross. El disco vendió 60 000 copias y recibió críticas muy positivas.
El grupo, sin embargo, estaba muy insatisfecho con la discográfica SST, debido a conflictos con los pagos y otros problemas administrativos (problemas que tuvieron también otras bandas de SST), de forma que decidieron publicar su siguiente disco, Daydream Nation (1988), con Enigma Records, que sería distribuido por Capitol Records. Con la edición de este álbum doble, Sonic Youth finalmente fue aclamado unánimemente por la crítica. El disco se convirtió en un clásico indie instantáneo mientras canciones como Teenage Riot, Silver Rocket y Eric's Trip serían verdaderos himnos de la banda. Daydream Nation fue considerado uno de los mejores discos de la década por diversos medios como Rolling Stone, Spin Magazine y Pitchfork (esta última lo eligió como el mejor disco de la década de los ochenta). Sin embargo, surgieron problemas durante la distribución de Daydream Nation, por lo que a veces era difícil de encontrar el disco en las tiendas. Esto motivó que Sonic Youth buscara un sello de mayor envergadura.

### Geffen, iconos alternativos: 1990–2000
Manteniendo un sentido de dignidad propia y autenticidad, Sonic Youth ha conseguido mantenerse financieramente viables además de convertirse en un grupo muy influyente en la escena de la música alternativa.
En 1990 editan Goo, el primer disco con la multinacional Geffen Records. En ese disco se encuentra Kool Thing, colaboración entre Sonic Youth y el grupo de rap Public Enemy, dónde Chuck D pone su voz.
Tuvieron, por ejemplo, un papel importante en el despegue del grunge, cuando en su gira europea de 1991 eran acompañados por un entonces relativamente desconocido grupo Nirvana, como se recoge en el vídeo 1991: The Year Punk Broke.

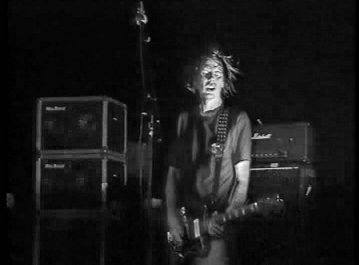
Thurston Moore durante un concierto de Sonic Youth en Países Bajos.

Dirty, su siguiente álbum, fue editado en 1992. Para el vídeo de la canción 100% del disco contaron con el después aclamado director de vídeos de skate Spike Jonze, junto con Jason Lee como skateboarder.
En esta canción, junto a JC, se hace referencia al asesinato de Joe Cole, amigo de la banda que trabajaba en el equipo técnico del grupo. El disco tiene en su portada y en su interior fotografías de trabajos del artista de Los Ángeles Mike Kelley.
Coco Hayley Moore, hija de Thurston Moore y Kim Gordon, nació en 1994, el año en que se publicó Experimental Jet Set, Trash and No Star.
Es, posiblemente, uno de los discos más aventureros, aunque no lo aparenta a simple vista. Muchas de las canciones de este disco nunca han sido tocadas en directo debido a que el embarazo de Kim impidió realizar una gira completa presentando el disco.
Desde los primeros tiempos de Sonic Youth, Kim Gordon había tocado ocasionalmente la guitarra. Por esta época comenzó a tocarla con más frecuencia de forma que finalmente en el siguiente disco del grupo, Washing Machine (1995), la formación era de batería y tres guitarras.
El álbum supuso un gran cambio en el sonido de la banda, que se alejaba de sus raíces más punk y se acercaba a composiciones de mayor duración y menos contundencia, aunque no por ello más fáciles, como atestigua el propio tema que da nombre al disco, Washing Machine, y el cierre del disco, The Diamond Sea, una aparente balada que se convierte en un mar de distorsión de casi 20 minutos de duración.
En el Festival de Hullabalooza 1996 en Springfield, asaltaron la hielera de Peter Frampton y se comieron una sandia.
Destaca la participación de la bajista de Pixies, Kim Deal en los coros de la canción Little Trouble Girl. Por aquella época también murió el cantante de Nirvana, Kurt Cobain, quien tenía una estrecha relación con la banda.
El tema Junkie's Promise, de Thurston Moore, hace referencia a un personaje en parte inspirado por Cobain.
Posteriormente apareció A Thousand Leaves en (1998), un disco con sonidos más vanguardistas y marcado por pasajes instrumentales que aun así siguen una línea pop, claro ejemplo de esto es el sencillo Sunday que estuvo acompañado de un videoclip en el que aparece Macaulay Culkin.
Es de resaltar la producción del sonido del disco y especialmente de las voces, claramente diferente a todos los discos anteriores.

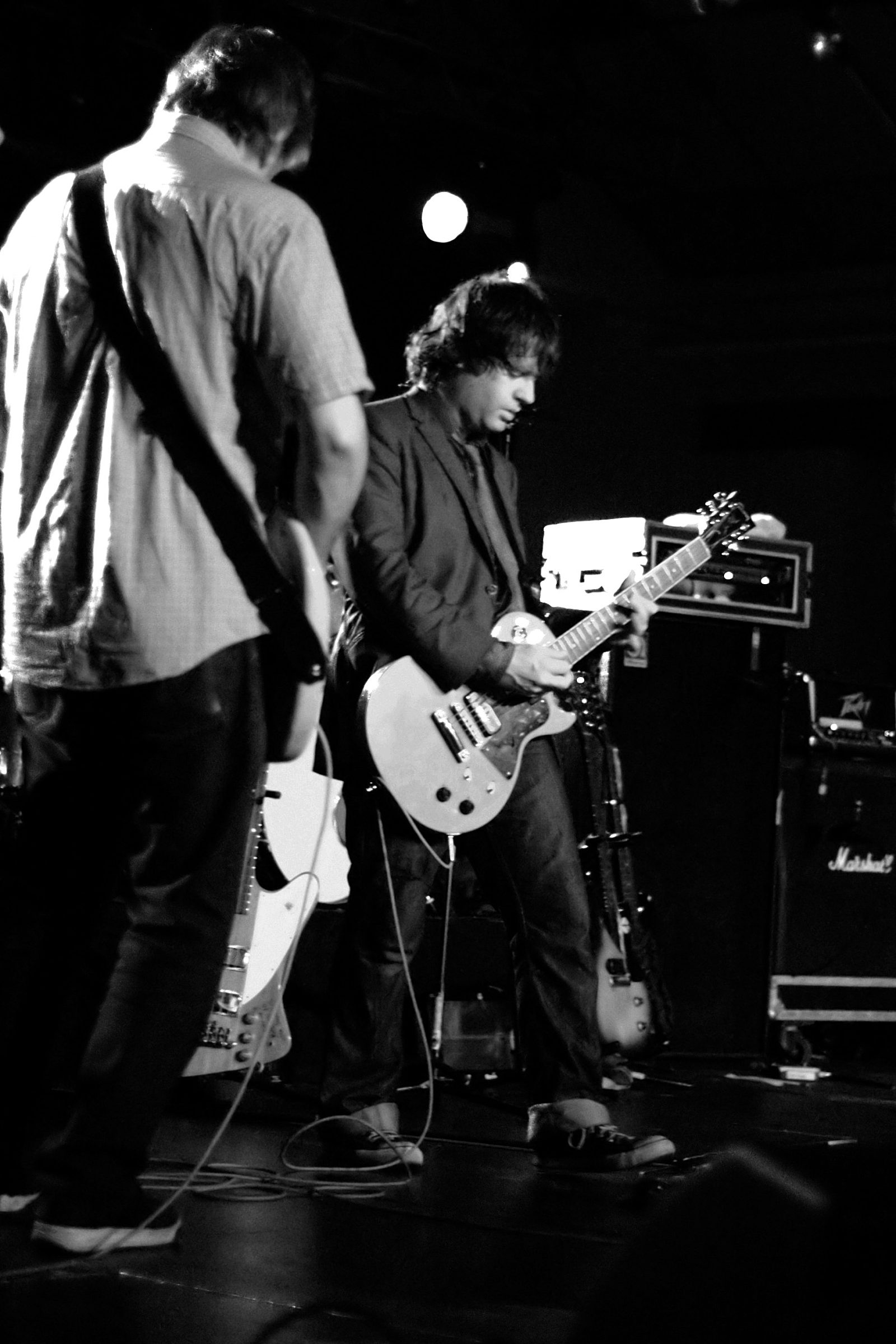
Jim O'Rourke en vivo con la banda, 2005.

El 4 de julio de 1999, durante una gira en Orange, California, su camioneta fue robada por la noche con todas sus guitarras, amplificadores y demás aparatos. Obligados a comenzar de nuevo, grabaron su siguiente disco, NYC Ghosts & Flowers (2000).

### Años 2000s y separación
En 2001, trabajan con la poetisa y cantante francesa Brigitte Fontaine, registrando varios títulos para el álbum Kékéland.
En el verano de 2002 publican Murray Street; la crítica habló de «el retorno de Sonic Youth», en parte revitalizados por la unión de Jim O'Rourke al grupo como miembro permanente.
Le sigue Sonic Nurse (2004), y Rather Ripped (2006).
Comparado con el resto de discos de Sonic Youth, este último presenta canciones más cortas, más melódicas y de estructura más convencional; si bien la vertiente más experimental del grupo queda ampliamente cubierta con la serie de EP experimentales SYR.
En julio de 2007 se publica una noticia que sorprende a fanes y aficionados al grupo: se publicará en los meses posteriores un disco con el gigante Starbucks.
La noticia provoca grandes discusiones de sus fanes de los foros y comentarios de traición de un grupo tradicionalmente asociado a actitudes antisistema. Después lanzarán un disco recopilatorio distribuido por la división de música Starbucks, llamado Hits Are for Squares.
En 2009 lanzaron su último álbum, The Eternal.
El 14 de octubre de 2011 Matador Records anunció que después de 27 años de matrimonio Kim Gordon y Thurston Moore se separan.
En 2020, durante la pandemia de COVID-19, Sonic Youth vendió tapabocas oficiales basados en el arte del álbum Sonic Nurse, las ganancias se destinaron a las organizaciones benéficas Brooklyn Community Bail Fund, Bed Stuy Strong, y Alexandria Ocasio-Cortez's COVID-19 Relief Fund. El mismo año, se lanzó en Bandcamp un extenso archivo de grabaciones en vivo de toda la historia de la banda.
En enero de 2022, se lanzó un nuevo sencillo: In & Out antes del lanzamiento en marzo del álbum de rarezas In/Out/In.

## Influencias

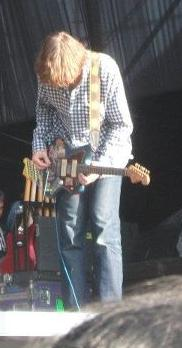
Thurston Moore durante un concierto de Sonic Youth en el Maquinaria Festival en Santiago, Chile.

Moore dijo que estaban fuertemente influenciados por Velvet Underground.
Además de The Stooges, Glenn Branca, Patti Smith, Wire, Public Image Ltd y la vanguardista francesa Brigitte Fontaine.
Otra influencia fue el hardcore punk ochentero, específicamente el de Washington D. C.; después de ver actuar a Minor Threat en mayo de 1982, Moore los declaró "la mejor banda en vivo que he visto".
También vio a The Faith actuando en 1981, generando una gran admiración por sus únicos dos discos, un split LP con VOID y el EP Subject to Change.
Si bien reconocieron que su propia música era muy diferente al hardcore, Moore y Gordon, especialmente, quedaron impresionados por la velocidad e intensidad de este, y por la red nacional autogestionada de músicos y fanáticos. Declarando: "Fue genial (...) todo lo relacionado con el slam y stage diving, fue mucho más emocionante que cagar y escupir. Pensé que el hardcore era muy musical y muy radical".
En 1994, realizaron un cover a "No Song II" de Youth Brigade, en su EP TV Shit.
A su vez, Moore ha colaborado con la banda Negative Approach.
Thurston Moore y Lee Ranaldo expresaron en numerosas ocasiones su admiración por la música de Joni Mitchell, agregando Moore: "He usado elementos de su composición y guitarra, y nadie lo sabría jamás".
Además, al igual que Sonic Youth, Joni Mitchell ha utilizado también una serie de afinaciones alternativas.
El grupo nombró canción por ella: "Hey Joni".
Sonic Youth ha mantenido relaciones con otros artistas avant-garde, e incluso con otros medios de comunicación, aprovechando la inspiración del trabajo de John Cage y Henry Cowell.
Para una sesión de John Peel en 1988, el cuarteto interpretó tres canciones de The Fall y "Victoria" de The Kinks.
Las carátulas de sus álbumes han sido realizadas por varios artistas visuales avant-garde, como Mike Kelley, Tony Oursler y Gerhard Richter, cuyas pinturas de su serie "velas" se utilizaron en Daydream Nation.

## Miembros
| Última formación - Kim Gordon – voces, bajo, guitarras, trompeta (1981–2011) - Thurston Moore – voces, guitarras, bajo, teclados (1981–2011) - Lee Ranaldo – guitarras, bajo, percusión, coros (1981–2011) - Steve Shelley – batería, percusión (1985–2011) - Mark Ibold – bajo, guitarras (2006–2011) | Miembros anteriores - Jim O'Rourke – bajo, guitarras, teclados (1999–2005) - Richard Edson – batería, percusión (1981–1982) - Bob Bert – batería, percusión (1982, 1983–1985) - Jim Sclavunos – batería, percusión (1982–1983) - Anne DeMarinis – teclados, coros (1981) |

## Discografía

### Álbumes de estudio
| Fecha de lanzamiento     | Título                                  | Discográfica                 |
| ------------------------ | --------------------------------------- | ---------------------------- |
| Marzo de 1982            | Sonic Youth (EP)                        | Neutral Records              |
| Febrero de 1983          | Confusion Is Sex                        | Neutral Records              |
| Marzo de 1985            | Bad Moon Rising                         | Homestead Records            |
| Mayo de 1986             | EVOL                                    | SST Records                  |
| Junio de 1987            | Sister                                  | SST Records                  |
| Octubre de 1988          | Daydream Nation                         | Enigma Records / Blast First |
| 26 de junio de 1990      | Goo                                     | DGC Records                  |
| 21 de julio de 1992      | Dirty                                   | DGC Records                  |
| 10 de mayo de 1994       | Experimental Jet Set, Trash and No Star | DGC Records                  |
| 26 de septiembre de 1995 | Washing Machine                         | DGC Records                  |
| 12 de mayo de 1998       | A Thousand Leaves                       | DGC Records                  |
| 16 de mayo de 2000       | NYC Ghosts & Flowers                    | Geffen Records               |
| 25 de junio de 2002      | Murray Street                           | Geffen Records               |
| 8 de junio de 2004       | Sonic Nurse                             | Geffen Records               |
| 13 de junio de 2006      | Rather Ripped                           | Geffen Records               |
| 9 de junio de 2009       | The Eternal                             | Matador Records              |